# 朝霧橋
朝霧橋（あさぎりばし）は、京都府宇治市にあり、1972年に宇治川に架けられた長さ74mの橋。平等院と宇治神社を繋いでいる。正しくは、宇治神社側から橘島までで、その続きは橘橋になる。

## 周辺にある観光スポット
- 宇治市源氏物語ミュージアム
- 源氏物語　宇治十帖モニュメント - 「源氏物語」宇治十帖のヒロイン浮舟と彼女を追って宇治を訪れた匂宮の像。
- 平等院
- 宇治神社
- 宇治上神社
- 亀石楼
- 興聖寺 (宇治市)
- 十三重石塔

座標: 北緯34度53分24.7秒 東経135度48分33.8秒 / 北緯34.890194度 東経135.809389度